# Roy Scott Dunbar
Pour les articles homonymes, voir Dunbar (homonymie).
Roy Scott Dunbar est un astronome américain qui a découvert ou codécouvert 11 astéroïdes numérotés.

## Biographie
Il découvrit (3551) Vérénia, (168316) 1982 WD et (267004) 1981 UA seul. Il co-découvrit 7 astéroïdes avec Eleanor Francis Helin : (3360) Syrinx, (6065) Chesneau, (6435) Daveross, (7163) Barenboim, (46540) 1983 LD, (96177) 1984 BC et (612012) 1983 LC. Finalement Dunbar codécouvrit (3362) Khoufou avec Maria Antonella Barucci.
L'astéroïde (3718) Dunbar, découvert par E. F. Helin et S. J. Bus, porte son nom.
Dunbar et Helin annoncèrent aussi la découverte de la comète 1980 p, qui s'avéra ne pas exister, étant en fait une image fantôme de l'étoile Alpha Leo.

## Astéroïdes découverts
| (3360) Syrinx[1]                                              | 4 novembre 1981   |
| (3362) Khoufou[2]                                             | 30 août 1984      |
| (3551) Vérénia                                                | 12 septembre 1983 |
| (6065) Chesneau[1]                                            | 27 juillet 1987   |
| (6435) Daveross[1]                                            | 24 février 1984   |
| (7163) Barenboim[1]                                           | 24 février 1984   |
| (46540) 1983 LD[1]                                            | 13 juin 1983      |
| (96177) 1984 BC[1]                                            | 30 janvier 1984   |
| (168316) 1982 WD                                              | 25 novembre 1982  |
| (267004) 1981 UA                                              | 21 octobre 1981   |
| (612012) 1983 LC[1]                                           | 13 juin 1983      |
| 1. avec Eleanor Francis Helin 2. avec Maria Antonella Barucci |                   |